# 菲亞納蘭楚阿
菲亞納蘭楚阿是馬達加斯加中南部菲亞納蘭楚阿省的首府，平均海拔1,200米（3,900英呎），2001年有人口144,225。为马岛主要的咖啡产地。

## 外部連結
1. ↑  郑耀群. . 《西亚非洲》. 1984-10-27, (1): 71. CNKI XYFZ198405016.